# マルス・ラフィコフ
マルス・ラフィコフ(Mars Zakirovich Rafikov、1933年9月29日 - 2000年7月23日)は、ソビエト連邦の宇宙飛行士であったが、規律上の理由によりソビエト連邦の宇宙開発計画から解雇された。

## キャリア
26歳の軍人であったラフィコフは、ユーリ・ガガーリンらとともに、1960年3月7日に最初の20人の宇宙飛行士に選ばれた。
1962年3月24日、「モスクワのレストランで女性を追いかけまわして「いちゃついた」こと等を含め、様々な違反」により解雇された。ガガーリン等の他の宇宙飛行士も同様のことを行っていたが、その地位と国際的な評判のために、公式な懲戒は受けなかった。ゲルマン・チトフは後に、彼の解雇の真の理由は、妻との離婚のためだったと示唆した。
軍には留まり、アフガニスタン紛争にはパイロットとして従軍した。
宇宙開発計画のイメージを守るため、ラフィコフの解雇理由を隠す努力が行われた。解雇された他の宇宙飛行士と同様に検閲を受け、宇宙飛行士の写真の中の彼の写真は塗りつぶされた。これが「失われたコスモノート」の陰謀論に繋がったが、実際の理由はしばしばありふれたものである。